# Carnetin
Carnetin ist eine französische Gemeinde mit 457 Einwohnern (Stand: 1. Januar 2022) im Département Seine-et-Marne in der Region Île-de-France. Sie gehört zum Arrondissement Torcy und zum Kanton Lagny-sur-Marne (bis 2015: Kanton Thorigny-sur-Marne). Die Einwohner werden Carnetinois genannt.

## Geographie
Carnetin liegt etwa 30 Kilometer ostnordöstlich von Paris. Umgeben wird Carnetin von den Nachbargemeinden Annet-sur-Marne im Norden und Nordosten, Thorigny-sur-Marne im Süden und Südosten, Pomponne im Südwesten sowie Villevaudé im Westen.

## Bevölkerungsentwicklung
| Jahr                       | 1962 | 1968 | 1975 | 1982 | 1990 | 1999 | 2006 | 2012 |
| Einwohner                  | 215  | 207  | 311  | 376  | 411  | 436  | 427  | 475  |
| Quellen: Cassini und INSEE |      |      |      |      |      |      |      |      |

## Sehenswürdigkeiten
- Kirche Saint-Antoine aus dem 17. Jahrhundert (siehe auch: Liste der Monuments historiques in Carnetin)
- Taubenturm aus dem 16./17. Jahrhundert
- Villa Righi aus dem Jahre 1910

## Weblinks

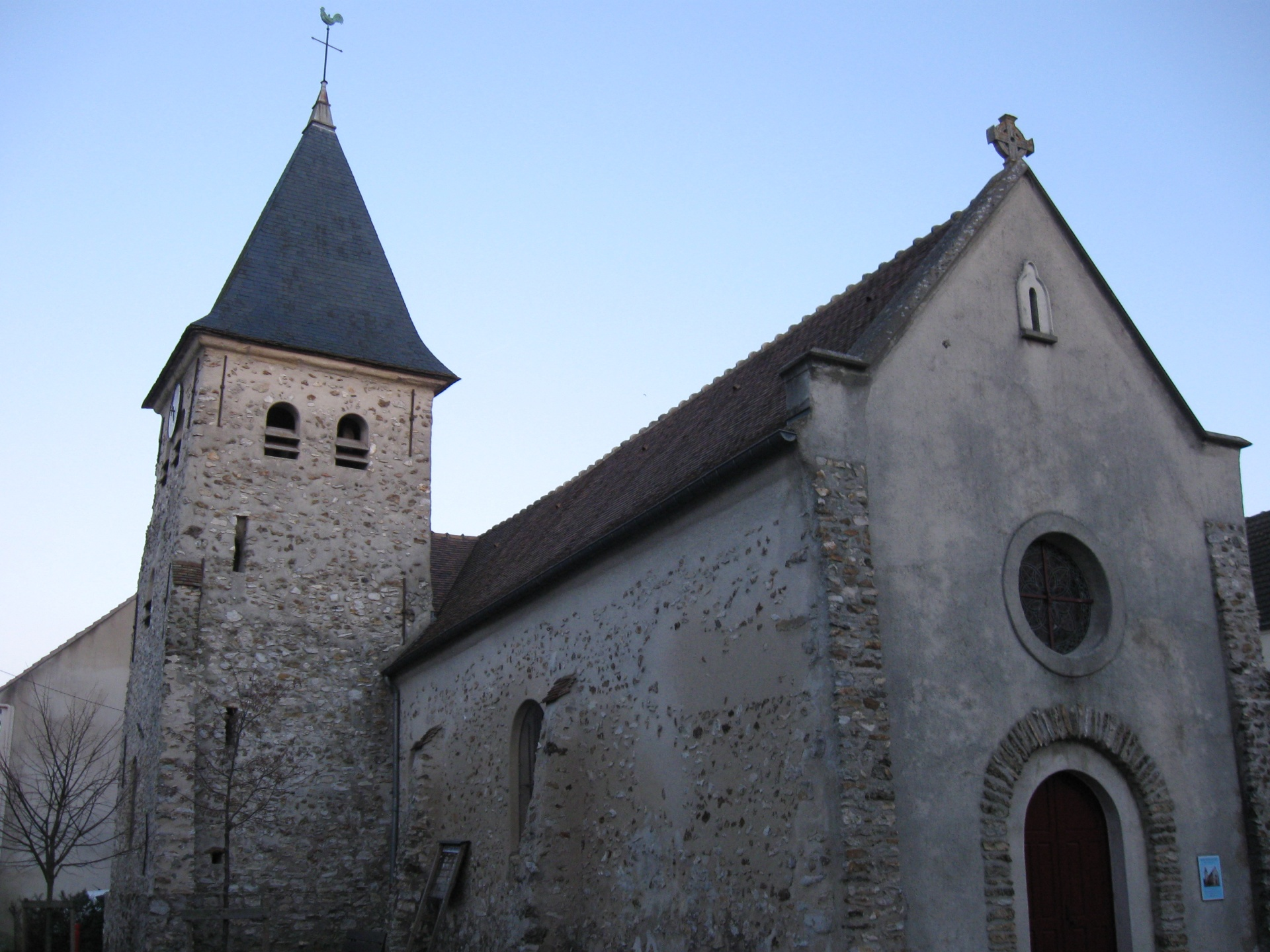
Kirche Saint-Antoine